# Мелалеука пятижилковая

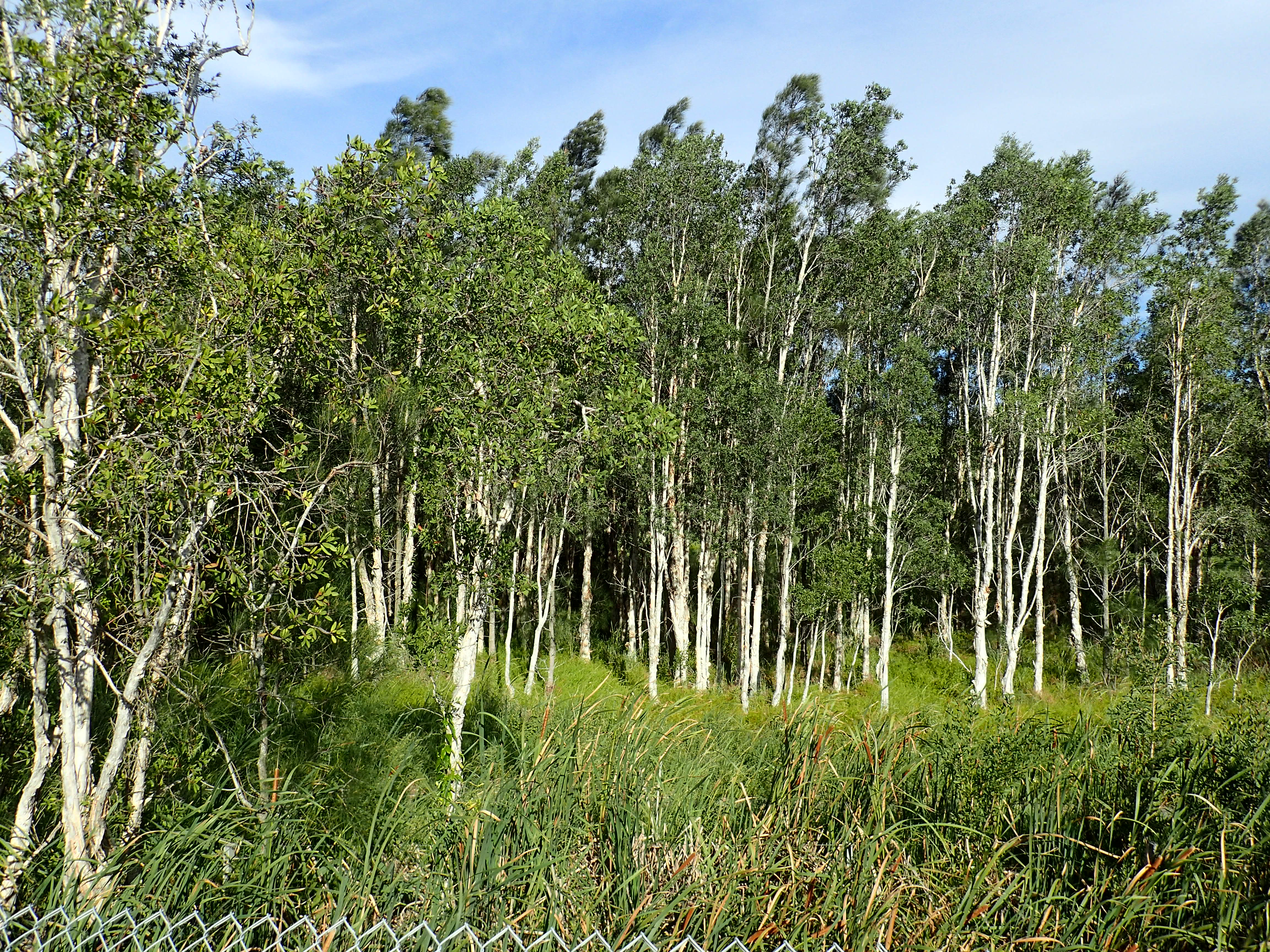
Деревья

Мелалеука пятижилковая (Малелеука пятинервная, Кайюпутовое дерево, Чайное дерево бумажнокоровое, Чайное дерево каепутовое, лат. Melaleuca quinquenervia) — растение рода Чайных деревьев. Широколистное дерево высотой до 20 метров, ствол которого покрыт белой, бежевой, либо серой плотной отслаивающейся, похожей на бумагу корой. Серо-зелёные листья имеют яйцевидную форму, а кремовые или белые цветы появляются с поздней весны до осени. Первое описание этого растения было дано в 1797 г. испанским натуралистом Антонио Хосе Каванильесом.
Обитает в Новой Каледонии, Новой Гвинее и прибрежной восточной Австралии. M. quinquenervia произрастает в болотах, на поймах и устьях рек, часто на иловой почве. Стала натурализованной в Эверглейдсе во Флориде, где, по мнению Министерства сельского хозяйства США, считается сорняком.

## Описание
Melaleuca quinquenervia — дерево малых или средних размеров, достигает в высоту обычно 8—15 м, иногда до 25 м. Листья плоские, плотные, от копьевидных до яйцевидных, тускло- или серо-зелёные, расположены попеременно, 55—120 мм длиной и 10—31 мм шириной.
Цветки располагаются на колосьях на концах веток. Колосья содержат от 5 до 18 групп по три цветка и размером до 40 мм в диаметре и 20—50 мм в длине. Лепестки имеют длину около 3 мм и опадают с возрастом. Тычинки белые, кремового или зеленоватого оттенка и расположены по 5 пучков вокруг цветка, по 5—10 тычинок на пучок. Цветение происходит с весны до ранней осени (в Австралии с сентября по март). После цветения растут древесные плоды, в форме широкой цилиндрической коробочки длиной 2,5—4 мм, сгруппированные на колосьях вдоль ветвей. Каждый плод содержит много крошечных семян, которые выбрасываются ежегодно.

## Таксономия
Впервые описан в 1797 году испанским натуралистом Антонио Хосе Каванильесом, который дал ему название Metrosideros quinquenervia. Описание было составлено по экземпляру, полученного около Порт-Джексона, и опубликовано в Icones et Descriptiones Plantarum. В 1958 году Стэнли Тэтчер Блейк из Queensland Herbarium перенёс вид в род Melaleuca. Эпитет quinquenervia происходит от латинских составных quinque, означающего «пять», и nervus, «жильный», и означает, что листья растения обычно имеют пять жил.
В Австралии распространены названия broad-leaved paperbark, broad-leaved tea tree, а также просто paperbark, либо tea tree, в США вид известен как punk tree. В Новой Каледонии распространены названия niaouli, itachou (paicî), pichöö (xârâcùù).

## Экология
Melaleuca quinquenervia активно отрастает на эпикормальных побегах после лесных пожаров. Было зарегистрировано цветение в течение нескольких недель после сожжения. Деревья могут жить более 100 лет, при этом 40-летние деревья достигают окружности ствола 2,7 м при выращивании

## Ареал

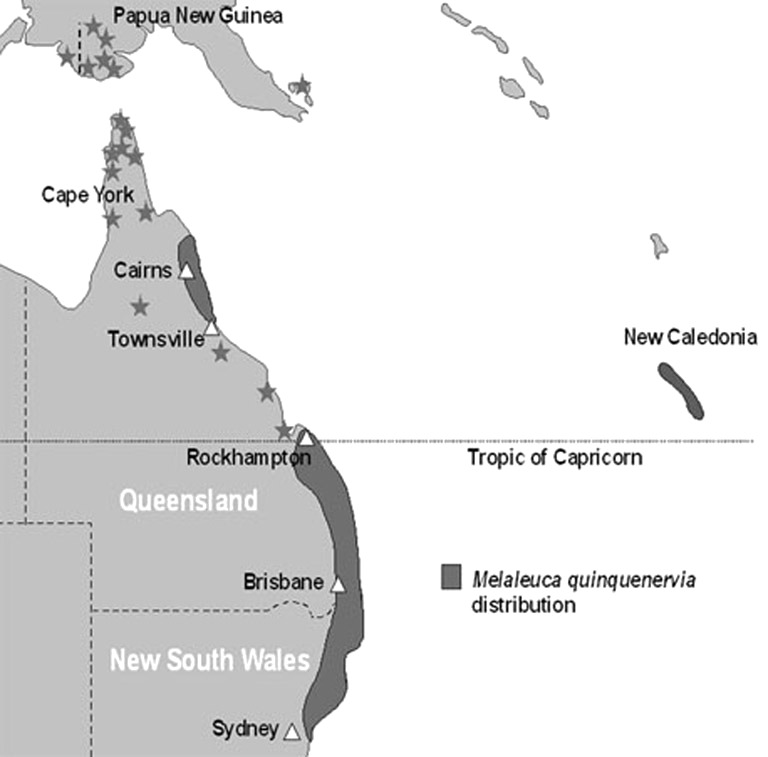
Ареал Melaleuca quinquenervia в Австралии

В Австралии Melaleuca quinquenervia встречается вдоль восточного побережья, от мыса Йорк в Квинсленде до Ботани-Бей в Новом Южном Уэльсе. Растёт на сезонно затопляемых равнинах и болотах, вдоль окраин эстуария, и часто является доминирующим видом. В Сиднейском регионе растёт вместе с такими деревьями, как Eucalyptus robusta и Eucalyptus botryoides. Растёт в заиленной или болотистой почве, и может расти в кислой почве со значением pH больше 2,5.
Melaleuca quinquenervia также произрастает в южной части Новой Гвинеи. Широко распространена на острове Новая Каледония, Пен и Маре, и на островах Белеп. Основными угрозами для M. quinquenervia являются постройка жилых домов, дорог, плантаций сахарного тростника и сосновых деревьев. Произрастающие в Австралии деревья не охраняются, большая часть лесных массивов находится в частных владениях, где продолжается вырубка.
Melaleuca quinquenervia была интродуцирована в качестве декоративного растения во многие тропические районы мира, включая Юго-Восточную Азию, Африку и Америку, а также во многие другие регионы. Во многих странах является сорным растением.

## Использование
Melaleuca quinquenervia традиционно используется австралийскими аборигенами. Варево из молодых ароматных листьев используется для лечения простуды, головной боли и общего недомогания. Масло листьев, содержащее цинеол используется при кашле, простуде, невралгии и ревматизме. Кора используется для изготовления лодок и жилищ, также для упаковки запечённой еды
Иногда используется для изготовления бонсая.
Древесина устойчива к промоканию и используется для постройки ограждений.
Melaleuca quinquenervia часто выращивается в парках и садах, в особенности, в Сиднее.

## Галерея

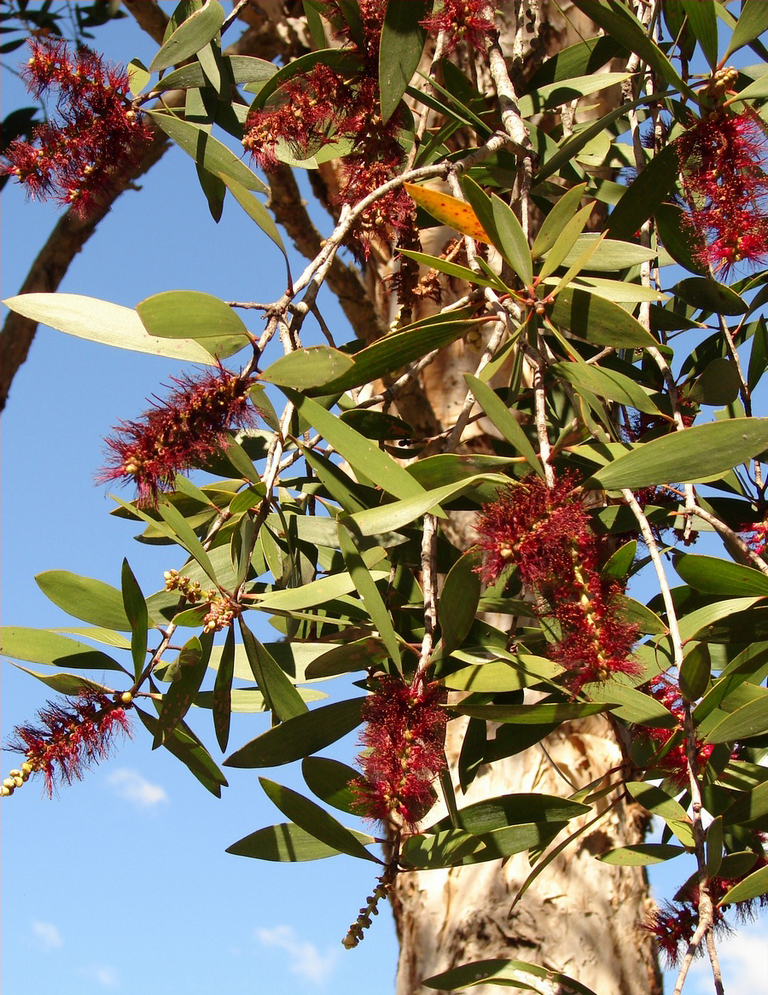
M. quinquenervia с красными цветками
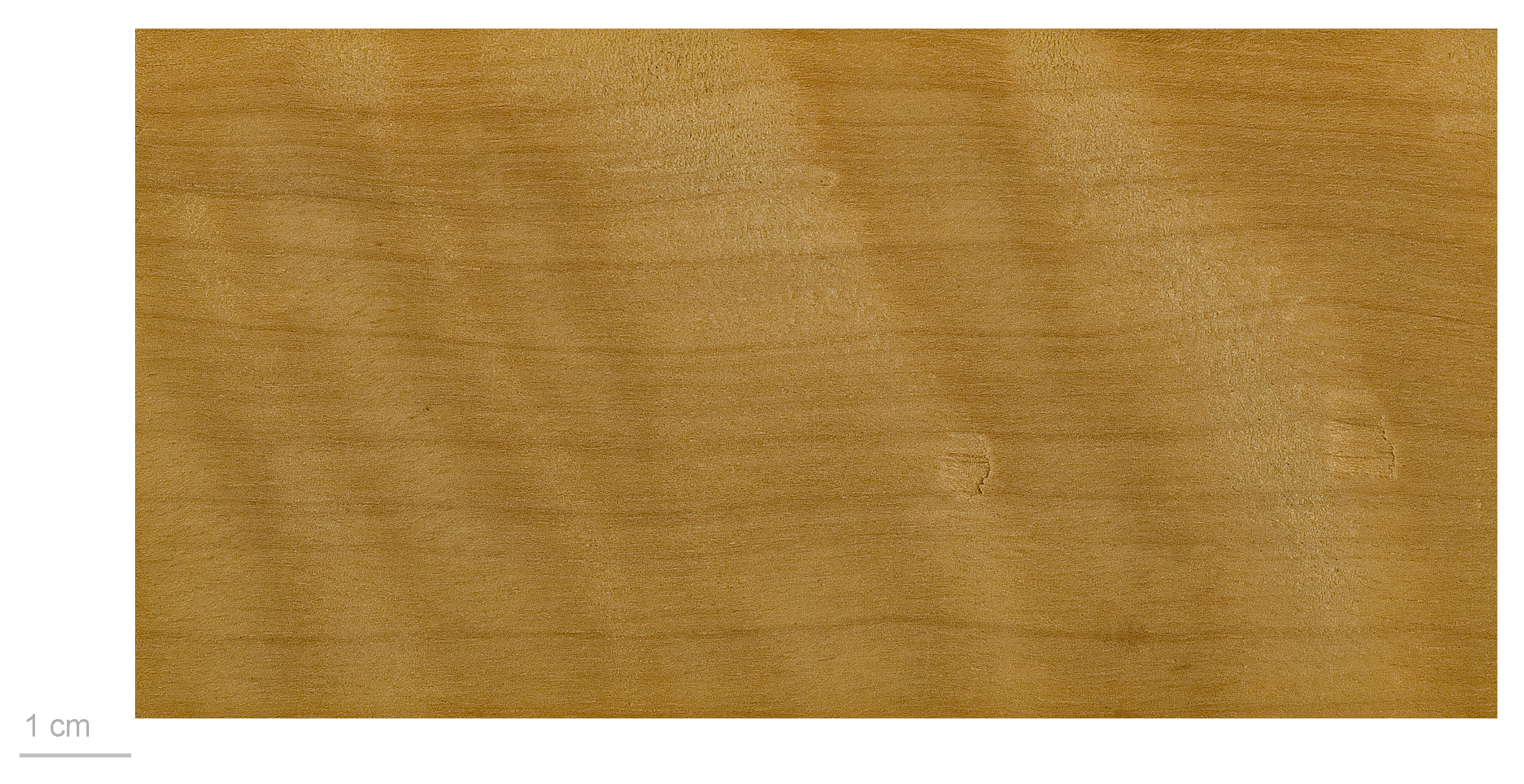
Экспонат древесины в Тулузском музее
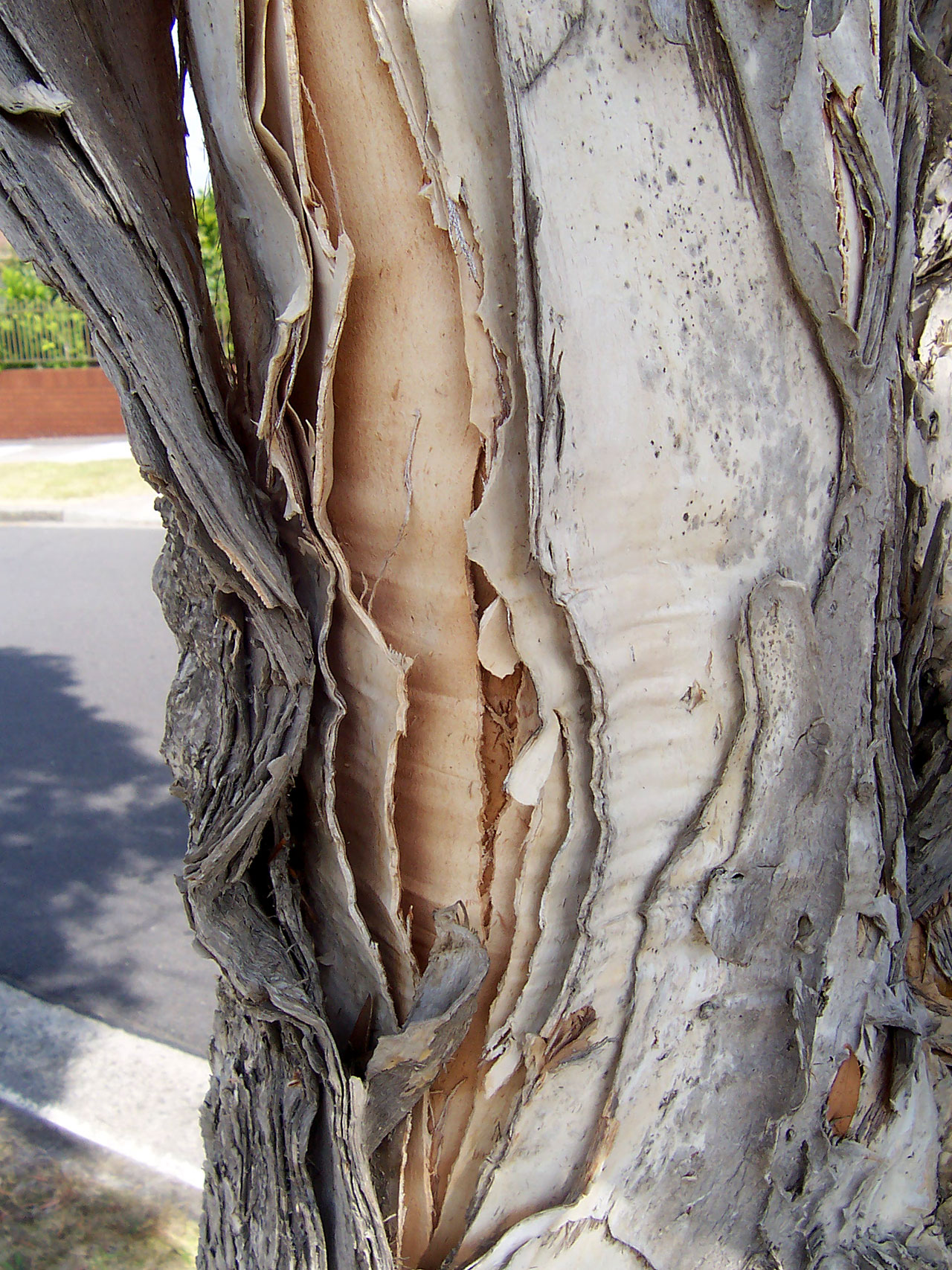
Кора
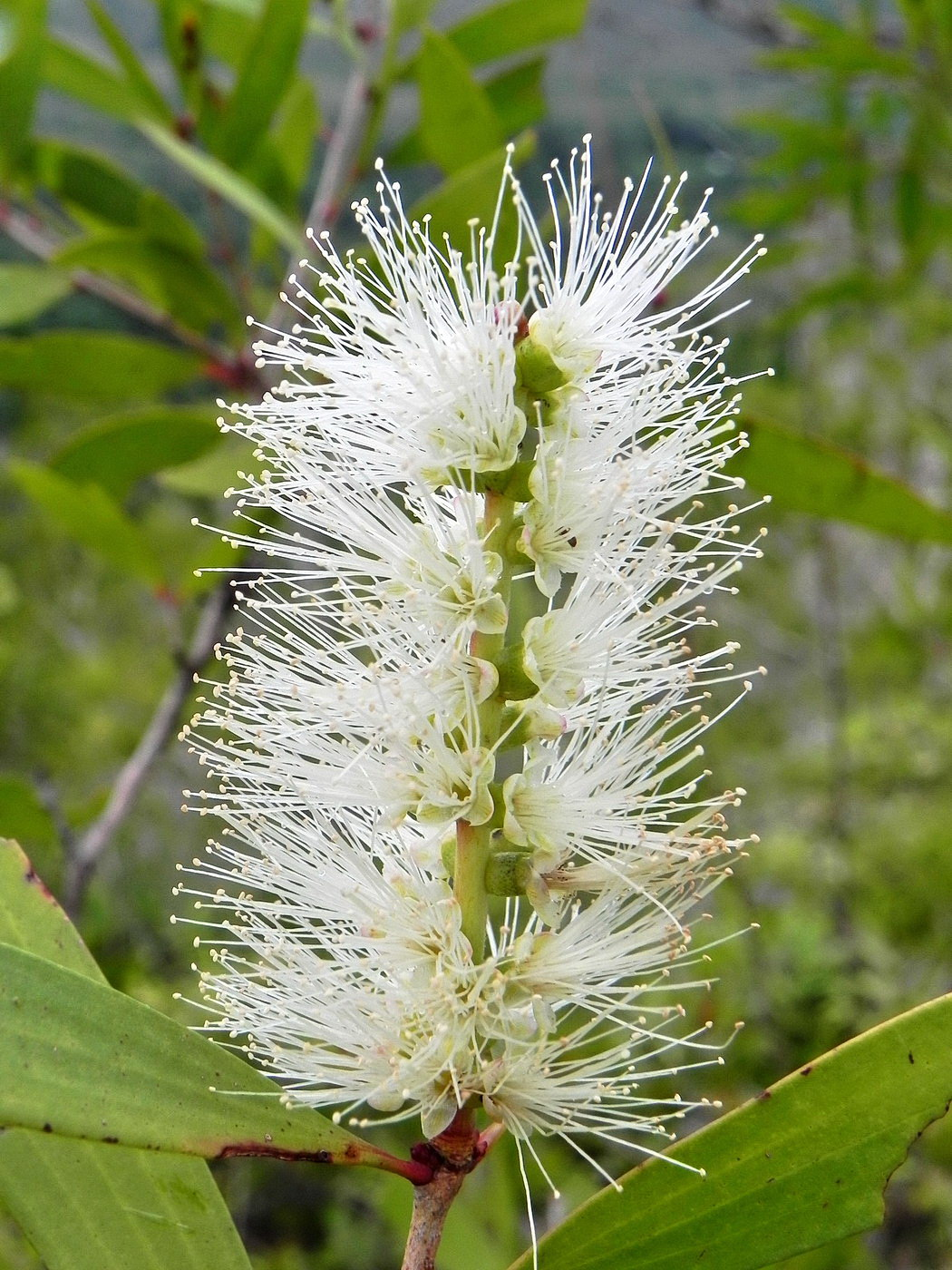
M. quinquenervia с белыми цветками